# Eva Houdova
Eva Houdova (née le 22 avril 1957 à Dvůr Králové nad Labem, en Tchécoslovaquie) est une monteuse et réalisatrice belgo-tchèque.

## Biographie
En 1967, Eva Houdova est figurante dans Au feu, les pompiers ! de Miloš Forman.
Titulaire d'un diplôme d'ingénieure en électronique, elle fuit la Tchécoslovaquie pour la Belgique à la suite du Printemps de Prague.
Eva Houdova est diplômée en montage-scripte à l'INSAS en 1973.
Entre 1977 et 2001, elle a réalisé six films documentaires et un de fiction.
Eva Houdova est surtout connue pour avoir monté en 1979 Bruxelles-transit de Samy Szlingerbaum, en 1984 Couple, regards, positions de Boris Lehman et des films d'Annik Leroy.
Elle a aussi travaillé comme scripte pour, entre autres, Chantal Akerman, Mary Jimenez et les frères Dardenne.
Pédagogue, elle enseigne aussi tant à l'Institut national supérieur des arts du spectacle (INSAS) de Bruxelles qu'à l'Institut des arts de diffusion (IAD) de Louvain-la-Neuve.
Elle est professeure depuis 1985 dans ces deux établissements. Elle fait régulièrement partie de jury officiel pour le cinéma documentaire comme notamment au 22e Festival international du film francophone de Namur. Elle a été membre, de 2000 à 2006, de la commission de la Communauté française qui octroie les subventions au cinéma pour la Belgique francophone.

## Filmographie[3]

### Comme réalisatrice
- 1977 : Renée Pietrafesa, dirigeante d'orchestre (documentaire, tourné en 16 mm, 45 minutes) primé au 5e Festival du film de Besançon en 1978[4]
- 1978 : Stefan Marinov, le dissident dissident (documentaire, tourné en 16 mm, 35 minutes)
- 1980 : Auto-stop (court-métrage de fiction d'après une nouvelle de Pierre Mertens, tourné en 35 mm, 12 minutes 30 secondes)[5]
- 1986 : Na Zapad ou la Fierté nationale d'un cristal de Bohême (documentaire, tourné en vidéo, 52 minutes)[6]
- 1990 : À l'aire libre - Droit d’exil (documentaire, tourné en vidéo, 38 minutes)
- 1991 : Portrait de groupe avec lunette (documentaire, tourné en 16 mm, 40 minutes), prix spécial du jury au Festival Filmer à tout prix la même année[7]
- 2001 : La Parenthèse et le Retour en Bohême (documentaire, tourné en Super 16 mm et BETACAM Digital, 60 minutes)
- 2009 : Vue sur mères (documentaire, tourné en DVCAM, 60 minutes) une production du Centre de promotion culturelle
- 2009 : L'Orchestre à l'école, série documentaire (5 × 5 minutes en HD et à suivre) pour la Télévision du monde, Belgique
- 2011 : Une vie à découvert, documentaire, XDCAM EX, 47 minutes, Belgique
- 2012 : Parler avec elles, documentaire, 68 minutes, production Amazone et Arte Belgique

### Comme assistante-réalisatrice
- 1993 : La Tête à l'envers de Violaine de Villers (moyen-métrage)
- 1995 : Les Mystères de Robert-Houdin de Jean-Luc Muller
- 1995 : Les Mots et la Mort de Bernard Cuau (moyen-métrage)
- 1996 : Revivre de Violaine de Villers
- 2008 : Sièges de Marc Hérouet, court-métrage de fiction dans le sable, 20 min, HD sur RED, Belgique

### Comme monteuse
- 1975 : La Question royale de Christian Mesnil
- 1979 : Io sono Anna Magnani de Chris Vermorcken
- 1979 : Leila and the Wolves de Heiny Srour
- 1980 : Berlin. De l'aube à la nuit d'Annik Leroy
- 1980 : Bruxelles-Transit de Samy Szlingerbaum
- 1982 : Voor de glimlach van een kind (Pour le sourire d'un enfant) de Lydia Chagoll
- 1982 : Tijd om gelukkig te zijn (Du temps pour être heureux) de Frans Buyens et Lydia Chagoll [8]
- 1982 : Couple, Regards, Positions (le mariage de l’eau avec le feu) de Boris Lehman et Nadine Wandel
- 1983 : La Fuite en avant de Christian Zerbib, avec Bernard Blier et Michel Bouquet
- 1984 : Leonor Fini de Chris Vermorcken
- 1988 : Il y a maldonne de John Berry[9]
- 1989 : F.E.M.I.S. (Paris) d'Arthur Da Costa
- 1990 : Petite Fugue pour tram vicinal de Jacques Campens
- 1991 : Djarama Boé de Sophie Kotanyi
- 1992 : Plaisir en France de Bernard Cuau (moyen-métrage)
- 1993 : La Tête à l'envers de Violaine de Villers (moyen-métrage)
- 1993 : La Sainteté Stéphane (1961-1986) de Gérard Preszow sur le peintre Stéphane Mandelbaum (moyen-métrage)
- 1995 : La Capoeira de Basile Sallustio (moyen-métrage)
- 1995 : Les Mots et la Mort de Bernard Cuau (moyen-métrage)
- 1995 : Autour de la mort d'un cochon de Bénédicte Emsens
- 1997 : Amor fati de Sophie Kotanyi et Zsolt Kotanyi
- 1999 : Vers la mer d'Annik Leroy
- 1999 : Vers des rêves impossibles de Chris Vermorcken
- 2000 : Boma - Tervueren, le voyage de Francis Dujardin
- 2002 : Assurance-vie de Jacques Deglas (court-métrage)
- 2003 : Céline, un film de cinq ans de Pierre Mathias (moyen-métrage) et Coup de soleil de Ferdinand Moy (court-métrage)
- 2006 : Sourire de mon père collectif

### Comme scripte
- 1974 : Le Far West de Jacques Brel (stagiaire assistante de Sylvette Baudrot)
- 1982 : Le Lit de Marion Hänsel
- 1985 : L'Homme à la valise de Chantal Akerman
- 1986 : La Moitié de l'amour de Mary Jimenez
- 1987 : Falsch des frères Dardenne
- 1989 : L'Air de rien de Mary Jimenez
- 1989 : Tumultes de Bertrand Van Effenterre
- 1993 : Le Fils du requin d'Agnès Merlet
- 2001 : Maintenant d'Inès Rabadán (court-métrage)
- 2002 : Assurance-vie de Jacques Deglas et Le Jardin d'Annick Ghijzelings (courts-métrages)
- 2003 : 25° en hiver de Stéphane Vuillet[10]
- 2003 : Karaoke d'Els Dietvorst
- 2005 : Belhorizon d'Inès Rabadán
- 2006 : Mur de Benjamin d'Aoust (court-métrage de fiction belge en 35 mm, 10 min)
- 2009 : Dimanche soir de François Pirot (court métrage de fiction, 35 mm, 1.85, Dolby SR)
- 2009 : Fantasie sur la fin du monde de Jean-Marie Buchet (court métrage, HD sur RED, 1.85)
- 2010 : Point de fuite de Benjamin d'Aoust (fiction, HD sur RED, 1.85 Belgique/France)

### Comme actrice
- 1991 : Babel / Lettre à mes amis restés en Belgique de Boris Lehman

## Récompenses et distinctions
- Déjà primée au Festival de Besançon en 1975 pour son film sur la pianiste Renée Pietrafesa, elle reçoit, en 1991, le Prix spécial du jury au festival Filmer à tout prix pour Portrait de groupe avec lunette (documentaire sur les astronomes de l'Observatoire royal de Belgique, tourné en 16 mm, 40 minutes).
- Selon le Festival international du film fantastique de Bruxelles, « on pourrait s’imaginer qu’aucun film belge, court ou long, ne puisse être réalisé sans la touche d’Eva Houdova[11]. »